# Конкенсе
«Конкенсе» (исп. UB Conquense) — испанский футбольный клуб из города Куэнка, в одноимённой провинции в автономном сообществе Кастилия — Ла-Манча. Клуб основан в 1946 году, гостей принимает на арене «Ла Фуэнсанта», вмещающей 6 700 зрителей. В Примере и Сегунде команда никогда не выступала, лучшим результатом является 2-е место в Сегунде B в сезоне 2004/05.

## Сезоны по дивизионам
- Сегунда B - 16 сезонов
- Терсера - 38 сезонов
- Региональная лига - 17 сезонов

## Достижения
- Терсера
  - Победитель: 2006/07